# Badminton-Mannschaftspanamerikameisterschaft
Badminton-Mannschaftspanamerikameisterschaften finden seit 1977 statt. Von 1977 bis 2014 wurden die Titelkämpfe der gemischten Teams gemeinsam mit den Individualwettbewerben ausgetragen. 2016 wurden die Teamwettbewerbe von den Einzelwettbewerben entkoppelt und finden seither an separaten Orten statt, wobei im jährlichen Wechsel Wettbewerbe für gemischte Teams und getrennte Herren-/Damenteams stattfinden. Für die Herren- und Damenteams gab es bis 2016 keine dedizierten Mannschaftspanamerikameisterschaften. Die besten Teams wurden bis dahin in den Qualifikationsturnieren für den Thomas Cup und den Uber Cup ermittelt, wobei in den ersten Jahren die Qualifikationen oft kontinentübergreifend durchgeführt wurden und ein direkter Mannschaftspanamerikameister nicht ermittelt wurde.

## Gemischte Teams
| Jahr | Ort           | Land                    | Sieger             | Finalist           | Resultat | Bronze             |
| ---- | ------------- | ----------------------- | ------------------ | ------------------ | -------- | ------------------ |
| 1977 | Moncton       | Kanada                  | Kanada             | Vereinigte Staaten | 3-2      | -                  |
| 1978 | Lima          | Peru                    | Kanada             | Peru               | 4-1      | -                  |
| 1979 | Mexiko        | Mexiko                  | Kanada             | Vereinigte Staaten | 4-1      | -                  |
| 1987 | Lima          | Peru                    | Kanada             | Peru               | 5-0      | Vereinigte Staaten |
| 1989 | Mexiko        | Mexiko                  | Kanada             | Vereinigte Staaten | 4-1      | Peru               |
| 1991 | Kingston      | Jamaika                 | Kanada             | Vereinigte Staaten | 5-0      | Jamaika            |
| 1993 | Guatemala     | Guatemala               | Peru               | Guatemala          | 3-2      | Mexiko             |
| 1997 | Winnipeg      | Kanada                  | Kanada             | Vereinigte Staaten | 4-1      | Peru               |
| 2001 | Lima          | Peru                    | Vereinigte Staaten | Kanada             | 3–2      | Guatemala          |
| 2004 | Lima          | Peru                    | Kanada             | Peru               | 5-0      | Vereinigte Staaten |
| 2005 | Bridgetown    | Barbados                | Kanada             | Vereinigte Staaten | 3–2      | Peru               |
| 2007 | Calgary       | Kanada                  | Kanada             | Vereinigte Staaten | 3–1      | Peru               |
| 2008 | Lima          | Peru                    | Kanada             | Peru               | 3–2      | Vereinigte Staaten |
| 2009 | Guadalajara   | Mexiko                  | Kanada             | Peru               | 3–0      | Mexiko             |
| 2010 | Curitiba      | Brasilien               | Kanada             | Vereinigte Staaten | 3–1      | Peru               |
| 2012 | Lima          | Peru                    | Kanada             | Vereinigte Staaten | 3–1      | Brasilien          |
| 2013 | Santo Domingo | Dominikanische Republik | Kanada             | Vereinigte Staaten | 3–1      | Brasilien          |
| 2014 | Markham       | Kanada                  | Kanada             | Vereinigte Staaten | 3–2      | Brasilien          |
| 2016 | Campinas      | Brasilien               | Kanada             | Brasilien          | 3–2      | Peru               |
| 2017 | Santo Domingo | Dominikanische Republik | Kanada             | Brasilien          | 3–0      | Vereinigte Staaten |
| 2019 | Lima          | Peru                    | Kanada             | Vereinigte Staaten | 3–0      | Brasilien          |
| 2021 | Fort McMurray | Kanada                  | abgesagt           | abgesagt           | abgesagt | abgesagt           |
| 2023 | Guadalajara   | Mexiko                  | Kanada             | Vereinigte Staaten | 3–0      | Brasilien          |

## Herren- und Damenteams
| Ort           | Ort                 | Jahr | Herrenteams        | Herrenteams        | Herrenteams | Damenteams         | Damenteams         | Damenteams |
| Stadt         | Land                | Jahr | Sieger             | Finalist           | Ergebnis    | Sieger             | Finalist           | Ergebnis   |
| ------------- | ------------------- | ---- | ------------------ | ------------------ | ----------- | ------------------ | ------------------ | ---------- |
| Saint Michael | Barbados            | 2004 | Vereinigte Staaten | Kanada             | 3–1         | Kanada             | Vereinigte Staaten | 5–0        |
| Lima          | Peru                | 2006 | Vereinigte Staaten | Kanada             | 3–0         | Vereinigte Staaten | Kanada             | 3–0        |
| Campinas      | Brasilien           | 2008 | Kanada             | Vereinigte Staaten | 3–0         | Vereinigte Staaten | Kanada             | 3–1        |
| Lima          | Peru                | 2010 | Peru               | Kanada             | 3–1         | Vereinigte Staaten | Peru               | 3–1        |
| El Monte      | Vereinigte Staaten  | 2012 | Vereinigte Staaten | Guatemala          | 3–1         | Vereinigte Staaten | Kanada             | 3–2        |
| Guadalajara   | Mexiko              | 2016 | Mexiko             | Kanada             | 3–0         | Vereinigte Staaten | Kanada             | 3–2        |
| Tacarigua     | Trinidad und Tobago | 2018 | Kanada             | Vereinigte Staaten | 3–0         | Kanada             | Vereinigte Staaten | 3–0        |
| Salvador      | Brasilien           | 2020 | Kanada             | Mexiko             | 3–1         | Kanada             | Vereinigte Staaten | 3–0        |
| Acapulco      | Mexiko              | 2022 | Kanada             | Brasilien          | 3–2         | Vereinigte Staaten | Kanada             | 3–0        |